# داسو رافال
داسو رافال (تعني حرفيًا «عاصفة الرياح»، أو«انفجار النار» بمعنى عسكري أكثر) ذات محرك فرنسي مزدوج، وجناح دلتا كانارد، وهي مقاتلة متعدد المهام صممتها وصنعتها شركة داسو للطيران. تم تجهيزها بمجموعة واسعة من الأسلحة، وهي مصممة لأداء التفوق الجوي، والاعتراض، والاستطلاع الجوي، والدعم الأرضي، والضربات العميقة، والضربات المضادة للسفن، ومهام الردع النووي. ويشار إلى الرافال على أنها طائرة «شاملة» من قبل داسو.
في أواخر سبعينيات القرن الماضي، كان سلاح الجو والبحرية الفرنسية يسعيان لاستبدال أساطيل طائراتهما الحالية وتوحيدها. من أجل تقليل تكاليف التطوير وتعزيز المبيعات المحتملة، دخلت فرنسا في ترتيب مع المملكة المتحدة وألمانيا وإيطاليا وإسبانيا لإنتاج المقاتلة الرشيقة متعددة الأغراض يوروفايتر تايفون. أدت الخلافات اللاحقة حول مشاركة العمل والمتطلبات المختلفة إلى سعي فرنسا لبرنامج التطوير الخاص بها. قامت شركة داسو ببناء عارض تقني تم إطلاقه لأول مرة في يوليو 1986 كجزء من برنامج اختبار طيران مدته ثماني سنوات، مما مهد الطريق لبدء المشروع. تتميز الرافال عن المقاتلات الأوروبية الأخرى في عصرها بأنها بنيت بالكامل تقريبًا من قبل دولة واحدة، وتضم معظم مقاولي الدفاع الرئيسيين في فرنسا، مثل داسو وتاليس وسافران.
تم تطوير وإنتاج العديد من إلكترونيات الطيران والميزات الخاصة بالطائرة، مثل الإدخال الصوتي المباشر، ورادار RBE2 AA صفيف مسح إلكتروني نشط (AESA) ومستشعر البحث الأمامي بالأشعة تحت الحمراء (IRST) محليًا. وكان من المقرر أصلاً أن تدخل الخدمة في عام 1996، عانت رافال من تأخيرات كبيرة بسبب تخفيضات الميزانية بعد الحرب الباردة والتغيرات في الأولويات. تتوفر الطائرة في ثلاثة أنواع رئيسية: نسخة أرضية ذات مقعد واحد من طراز رافال سي، ونسخة ذات مقعدين من طراز رافال بي، ونسخة قائمة على أساس الناقل رافال ام بمقعد واحد.
تم تقديم رافال في عام 2001، ويتم إنتاجه لكل من القوات الجوية الفرنسية والعاملة على حاملة الطائرات في البحرية الفرنسية. تم تسويق رافال للتصدير إلى عدة دول، وتم اختيارها للشراء من قبل القوات الجوية المصرية والقوات الجوية الهندية وقطر. وتم استخدام رافال في القتال في أفغانستان وليبيا ومالي والعراق وسوريا.

## التطوير

### الأصول
في منتصف السبعينيات، كان لدى كل من القوات الجوية الفرنسية (Armée de l'Air) والبحرية (Marine Nationale) متطلبات لجيل جديد من المقاتلات لتحل محل أولئك الموجودين في الخدمة أو على وشك دخولها. نظرًا لأن متطلباتهما كانت متشابهة، ولتقليل التكلفة، أصدرت كلتا الإدارتين طلبًا مشتركًا لتقديم العروض. وفي عام 1975، بدأت وزارة الطيران الفرنسية دراسات لطائرة جديدة لتكمل طائرة داسو ميراج 2000 الاقدم والأصغر، مع تحسين كل طائرة لأدوار مختلفة.
في عام 1979، انضمت شركة داسو الفرنسية إلى مشروع المقاتلة الأوروبية التعاونية (ECA) أو MBB / BAe والذي أعيد تسميته بـ «الطائرات القتالية الأوروبية». ساهمت الشركة الفرنسية في التصميم الأيروديناميكي لمقاتلة محتملة ذات محركين ذات مقعد واحد؛ ومع ذلك، انهار المشروع في عام 1981 بسبب اختلاف المتطلبات التشغيلية لكل دولة شريكة. وفي عام 1983، بدأ برنامج الطائرة الأوروبية المستقبلية المقلتلة يوروفايتر تايفون (FEFA)، الذي جمع بين إيطاليا وإسبانيا وألمانيا الغربية وفرنسا والمملكة المتحدة لتطوير مقاتلة جديدة بشكل مشترك، وعلى الرغم من أن الثلاثة الأخيرين كان لديهم تطوير طائراتهم الخاصة.
أدى عدد من العوامل إلى الانقسام في نهاية المطاف بين فرنسا والدول الأربع الأخرى. حوالي عام 1984، كررت فرنسا مطالبتها بإصدار قادر على النقل وطالبت بدور رائد. كما أصرت على مقاتلة ذات دور متأرجح أخف من التصميم الذي تفضله الدول الأربع الأخرى. اختارت ألمانيا الغربية والمملكة المتحدة وإيطاليا عدم المشاركة وأنشأت برنامجًا جديدًا للتعليم للجميع. وفي تورين في 2 أغسطس 1985، وافقت ألمانيا الغربية والمملكة المتحدة وإيطاليا على المضي قدمًا في يوروفايتر، وأكدت أن فرنسا، إلى جانب إسبانيا، اختارت عدم المضي قدمًا كعضو في المشروع. وعلى الرغم من ضغوط فرنسا، عادت إسبانيا للانضمام إلى مشروع يوروفايتر في أوائل سبتمبر 198. أدى المشروع المكون من أربع دول في النهاية إلى تطوير يوروفايتر تايفون.

### مرحلة التصميم والنموذج الأولي
في فرنسا، شرعت الحكومة في برنامجها الخاص. احتاجت وزارة الدفاع الفرنسية إلى طائرة قادرة على القيام بعمليات جو-جوية وجو-أرضية، والعمليات الجوية السيئة طوال اليوم. على عكس المشاريع المقاتلة الأوروبية الأخرى التي تتطلب مستوى معينًا من التعاون الدولي وتقاسم التكاليف، كانت فرنسا هي المطور الوحيد لهيكل طائرة رافال وإلكترونيات الطيران ونظام الدفع والتسليح، وعلى هذا النحو كانت الطائرة لتحل محل عدد كبير من الطائرات في فرنسا. وقالت القوات المسلحة: ستؤدي رافال أدوارًا شغلت سابقًا مجموعة متنوعة من المنصات المتخصصة، بما في ذلك جاغوار وداسو ميراج إف1 C / CR / CT وداسو ميراج 2000 C / -5 / N في القوات الجوية و F-8P Crusader و Étendard IVP / M وداسو سوبر اتندارد في القوات البحرية.
خلال الفترة من أكتوبر إلى ديسمبر 1978، قبل انضمام فرنسا إلى ECA ، تلقت شركة داسوعقودًا لتطوير مشروع ACT 92 أو Avion de Combat Tactique، والتي تعني طائرة قتالية تكتيكية. وفي العام التالي، بدأ المكتب الوطني لدراسات وبحوث الطيران في دراسة التكوينات المحتملة للمقاتل الجديد تحت الاسم الرمزي Rapace (أي «الطيور الجارحة»). وبحلول آذار (مارس) 1980، تم تقليص عدد التكوينات إلى أربعة، كان اثنان منها عبارة عن مزيج من الكانارد وأجنحة دلتا وزعنفة واحدة عمودية. وفي أكتوبر 198، أعلنت وزارة الدفاع الفرنسية أن شركة داسو ستبني برنامج تكنولوجيًا اسمه Avion de Combat expérimental و (Experimental Combat Airplane ، ACX). أرادت فرنسا التعاون مع ألمانيا الغربية والمملكة المتحدة في المشروع، لكنها كانت مستعدة لبناء ACX بنفسها. وفي عام 1984، قررت الحكومة المضي قدمًا في نسخة قتالية من ACX نظرًا للمعايير الفنية المتضاربة للدول المشاركة في (FEFA).

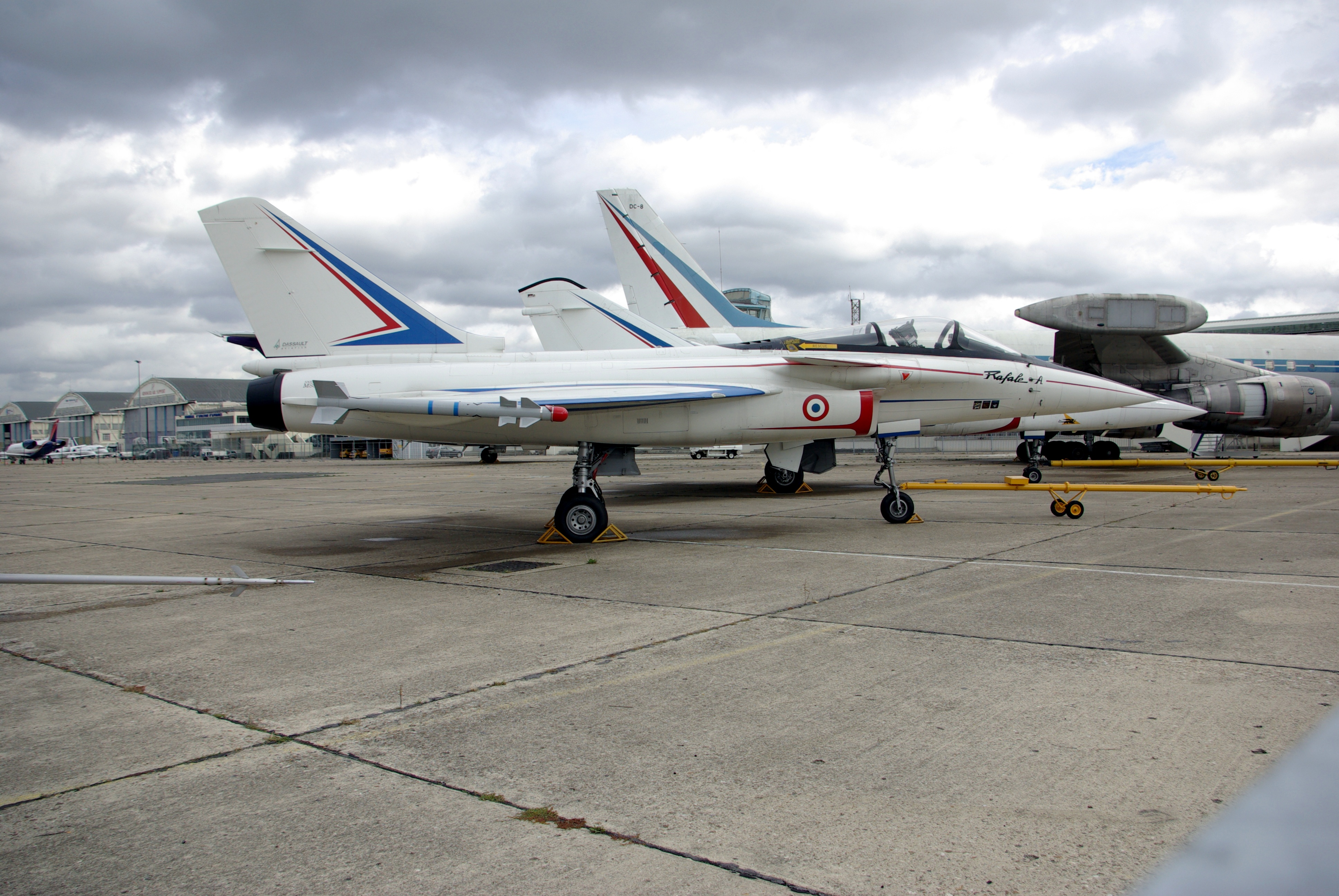
معرض داسو للتكنولوجيا "رافال أ" في 2006

كان الناتج عن تقنية رافال أ عبارة عن مقاتلة ذات أجنحة كبيرة على شكل دلتا، مع كل القنابل المتحركة، وتجسد نظام التحكم في الطيران بالطائرة بالسلك (FBW). بدأ بناء الطائرة في مارس 1984، حتى قبل توقيع العقد مع DGA، وكالة المشتريات الدفاعية الفرنسية. تم إطلاق العرض التكنولوجي في ديسمبر 1985 في سان كلو، واستقل أول رحلة له في 4 يوليو 1986 من قاعدة Istres-Le Tubé الجوية في جنوب فرنسا. خلال الرحلة التي استغرقت ساعة واحدة، أخذ طيار الاختبار الرئيسي للمشروع جاي ميتو- موروار الطائرة إلى ارتفاع 11000 متر (36000 قدم) وسرعة 1.3 ماخ. توقف النموذج الذي يبلغ وزنه 9.5 طن (21000 رطل) عى مسافة 300 متر (980 قدمًا) عند الهبوط.
خلال برنامج اختبار الطيران، قامت رافال أ بالعديد من عمليات الإقلاع والهبوط ليلا ونهارا على متن الناقلتين كليمنصو وفوش للتحقيق في مجال رؤية الطيار أثناء عمليات الناقل. وصلت سرعة ماخ 2 (2450 كم / ساعة؛ 1520 ميل في الساعة؛ 1,320 عقدة) وارتفاع 13000 متر (42000 قدم). كان النموذج مدعومًا في البداية بواسطة محرك جنرال إلكتريك F404-GE-400 المعتمد على الحارق اللاحق المروحة التوربينية من إف/إيه-18 هورنت، بدلاً من سنيكما ام 88، لتقليل المخاطر التي تأتي غالبًا مع الرحلة الأولى، وبما أن المحرك ام 88 لم يتم اعتمادة بشكل كافٍ لبرنامج التجارب الأولية. لم يكن الأمر كذلك حتى مايو 1990 عندما استبدلت M88 المنفذ F404 في النموذج التجريبي لتمكين الطائرة من الوصول إلى 1.4 ماخ وإظهار رحلة تفوق سرعة الصوت أو تحليق أسرع من الصوت دون استخدام حواجز لاحقة.
في أثناء الرحلة الأولى لطائرة رافال أ، دخلت فرنسا في محادثات غير ناجحة مع بلجيكا والدنمارك وهولندا والنرويج حول تعاون محتمل في رافال كمشروع متعدد الجنسيات؛ في ذلك الوقت، ورد أن بلجيكا كانت مهتمة بالـرافال ب. في يونيو 1987، أعلن رئيس الوزراء جاك شيراك أن البلاد ستمضي في مشروع بقيمة 30 مليار دولار أمريكي. وفي وقت لاحق، في 21 أبريل 1988، منحت الحكومة الفرنسية لشركة داسو عقدًا لأربعة نماذج للـرافال: واحد من طراز رافال سي، واثنان من طراز رافال، وواحد من طراز رافال ب. وكان من المقرر أن تدخل الخدمة الأولى من بين 330 رافال متوقعة في عام 1996. ومع ذلك، فإن سقوط جدار برلين، الذي كان إيذانا بنهاية الحرب الباردة، وكذلك الحاجة إلى تقليص العجز القومي، أجبرت الحكومة الفرنسية على خفض ميزانيتها الدفاعية بشكل كبير؛ تم تخفيض ميزانية عام 1994 لبرنامج رافال بمقدار 340 مليون دولار أمريكي. أدى هذا إلى تقليل حجم طلبات الرافال، والتي ادعت شركة داسو وغيرها من الشركات المشاركة أنها أعاقت إدارة الإنتاج وأدت إلى ارتفاع التكاليف، وأخرت دخول الطائرة في الخدمة. تمت إعادة تنظيم القوات الجوية الفرنسية، وتم التخلص التدريجي من Mirage 5F تمامًا وتمت ترقية ما مجموعه 55 Mirage F1Cs إلى تكوين مقاتل تكتيكي، أعيد تصميمه باسم Mirage F1CT. أدت التخفيضات في الميزانية إلى إطالة أمد تطوير رافال بشكل كبير.
أثناء برنامج اختبار الطيران رافال أ، نظرت الحكومة الفرنسية في عام 1989 إلى طائرة إف/إيه-18 هورنت كبديل محتمل لطائرة F-8 Crusader سريعة التقادم، والتي كانت تخدم منذ الخمسينيات. دخلت البحرية الفرنسية في مفاوضات لشراء طائرات إف/إيه-18 هورنت مستعملة مع أستراليا وكندا والولايات المتحدة، بعد اتخاذ القرار بعدم ترقية الصليبيين. وافقت البحرية الأمريكية على تزويد البحرية الفرنسية بطائرتين من طراز إف/إيه-18 هورنت من أجل «اختبار التشغيل البيني» على متن حاملة الطائرات الفرنسية Foch. لم تشرع الحكومة الفرنسية في شراء المقاتلة ذات المحركين.

### الاختبارات

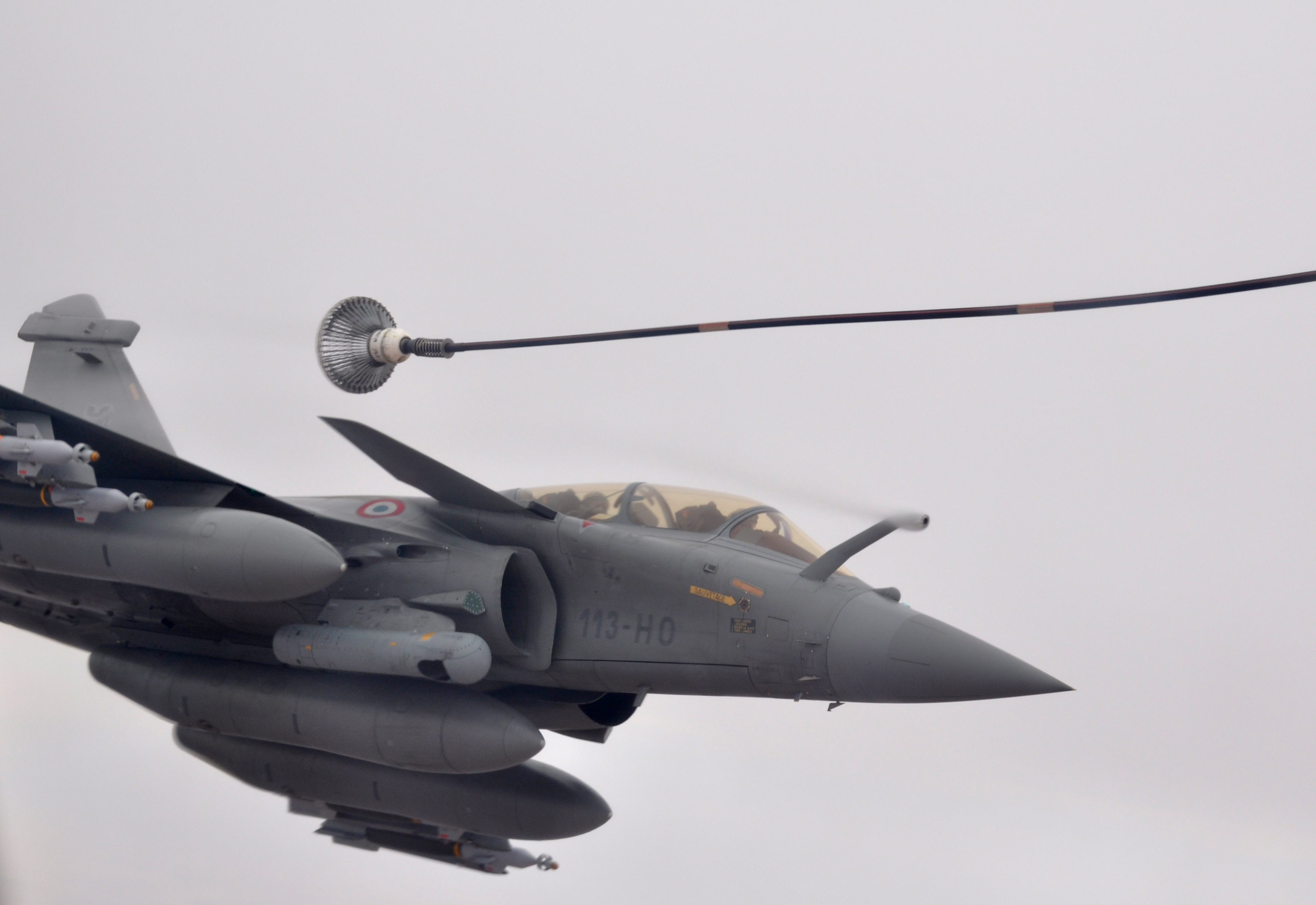
نسخة من مقعدين من طراز رافال بي أثناء التزود بالوقود جوا

لتلبية الأدوار المختلفة المتوقعة من الطائرة الجديدة، تطلب سلاح الجو نوعين مختلفين: ذات المقعد الفردي رافال سي، بمعنى «المقاتل» أو «الصياد» حرفيًا ورافال بي ثنائية المقعد. أكمل النموذج الأولي للطراز C (المعين C01) رحلته الأولى في 19 مايو 1991، مما يشير إلى بدء برنامج الاختبار الذي يهدف في المقام الأول إلى اختبار محركات M88-2، وواجهة المستخدم والآلة والأسلحة، وتوسيع غلاف الرحلة. نظرًا لقيود الميزانية، لم يتم إنشاء النموذج الأولي للمقعد الفردي الثاني.
اختلفت C01 بشكل كبير عن رافال أ. وعلى الرغم من تطابقها السطحي مع المتظاهر التكنولوجي، إلا أنها كانت أصغر حجمًا وأكثر خلسة بسبب القمرة المطلية بالذهب، وإعادة تصميم مفصل جسم الطائرة والزعنفة، وإضافة مواد ماصة لاشعة الرادار (الرامات "الذاكرة العشوائية في الهواتف والحواسيب). شهدت هذه الطائرة أيضًا تطبيقًا واسعًا للمواد المركبة وغيرها، مما قلل من المقطع الراداري (RCS) والوزن. علاوة على ذلك، اختارت داسو رفض مداخل المحرك المتغيرة وفرامل الهواء المخصصة، مما يقلل من أحمال الصيانة ويوفر الوزن. قامت الطائرة B01، النموذج الأولي الوحيد للطائرة B ذات المقعدين، برحلتها الأولى في 30 أبريل 1993. كان وزنها 350 كيلوغراماً (770 رطلاً) من الطائرة ذات المقعد الواحد، لكنها تحمل 400 لترًا أقل من الوقود. تم استخدام الطائرة لاختبار أنظمة الأسلحة. في وقت لاحق تم تكليفه بالتحقق من صحة فصل السلاح، وتحديداً، نقل الأحمال الثقيلة. يتكون التحميل النموذجي للطائرة من دبابتين خارجيتين بسعة 2000 لتر (530 جالونًا أمريكيًا)، وصاروخان من طراز أباتشي وسكالب، بالإضافة إلى أربعة صواريخ جو-جو.

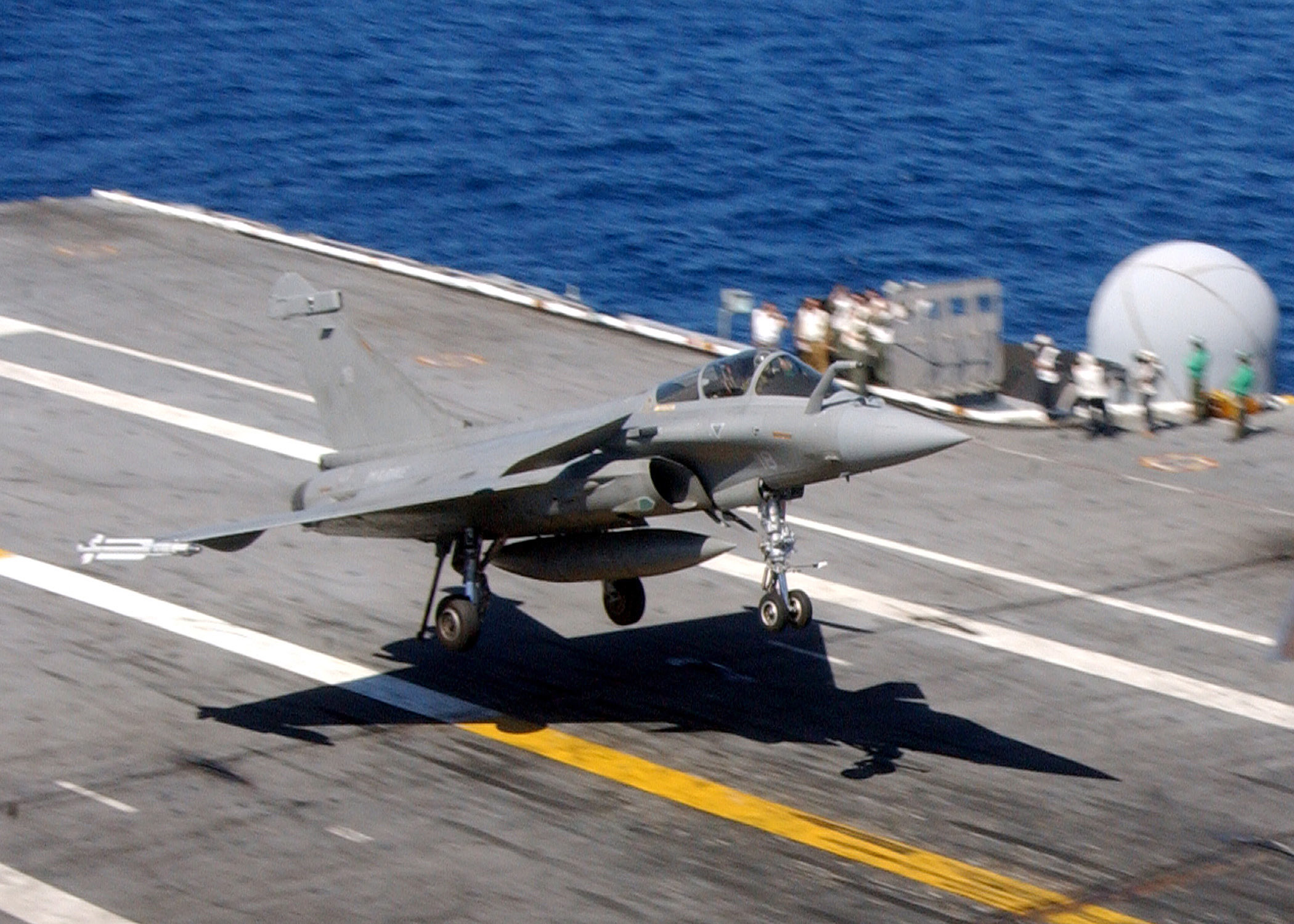
تم نشر الطائرة رافال تابعة للبحرية الفرنسية وهي تحمل خطاف أثناء هبوطها على متن حاملة الطائرات ثيودور روزفلت

في غضون ذلك، سعت البحرية إلى الحصول على طائرة حاملة طائرات لتحل محل أسطولها القديم من Étendard IV Ms & Ps و F-8P Crusaders و Super Étendard Modernisés. بينما قامت البحرية في البداية بتحديث الصليبيين، على المدى الطويل، تم تلبية المطلب مع طائرة Rafale M. M01، النموذج البحري الأولي، حلقت لأول مرة في 12 ديسمبر 1991، تليها الثانية في 8 نوفمبر 1993. نظرًا لعدم وجود مرفق لاختبار المنجنيق على الأرض في فرنسا، فقد أجريت تجارب المنجنيق في البداية بين شهري يوليو وأغسطس 1992 وأوائل العام التالي، في NAS Lakehurst في نيو جيرسي. ثم أجرت الطائرة تجارب على متن حاملة الطائرات Foch في أبريل 1993. قام طيار الاختبار الرئيسي لشركة Dassault ، Yves Kerhervé ، M02 بأول رحلة لها في نوفمبر من ذلك العام، بينما أكمل النموذج الأول الجولة الثالثة من التجارب في لاكيهورست في تشرين الثاني/نوفمبر وكانون الأول/ديسمبر 1993.

### الإنتاج والترقيات
في البداية، كان من المفترض أن تكون طائرة رافال بي مجرد مدرب، لكن حرب الخليج أظهرت أن أحد أفراد الطاقم الثاني كان لا يقدر بثمن في مهمات الضربة والاستطلاع. لذلك، في عام 1991، غيرت القوات الجوية تفضيلاتها نحو المقعدين، معلنة أن البديل سيشكل 60 بالمائة من أسطول رافال. كانت الخدمة تتوخى في الأصل استلام 250 طائرة رافال، ولكن تم تعديل ذلك في البداية إلى 234 طائرة، تتكون من 95 طراز «أ» و 139 «ب»، ولاحقًا إلى 212 طائرة. في غضون ذلك، كان لدى البحرية 60 طائرة من طراز رافال عند الطلب، بانخفاض من 86 بسبب تخفيضات الميزانية. من بين الستين، سيكون 25 من طراز M بمقعد واحد و 35 بمقعدين، على الرغم من تم إلغاء المقعد في وقت لاحق.
بدأ إنتاج أول سلسلة طائرات رسميًا في ديسمبر 1992، ولكن تم تعليقه في نوفمبر 1995 بسبب عدم اليقين السياسي والاقتصادي. لم يتم استئناف الإنتاج إلا في يناير 1997 بعد أن وافقت وزارة الدفاع وداسو على تشغيل 48 طائرة (28 شركة و 20 خيارًا) مع التسليم بين عامي 2002 و2007. تم الإعلان عن طلبية أخرى من 59 طائرة من طراز رافال F3 في ديسمبر 2004. وفي تشرين الثاني (نوفمبر) 2009، أمرت الحكومة الفرنسية بـ 60 طائرة إضافية ليرتفع إجمالي طلبيات القوات الجوية والبحرية الفرنسية إلى 180 طائرة.
خلال مرحلة تصميم رافال، استفادت شركة داسو من Dassault Systèmes 'CATIA (تطبيق تفاعلي ثلاثي الأبعاد بمساعدة الكمبيوتر)، وهو تصميم ثلاثي الأبعاد بمساعدة الكمبيوتر، ومجموعة برمجيات تصنيع وهندسة من شأنها أن تصبح قياسية في جميع أنحاء الصناعة. مكنت CATIA من تحسينات الرقمنة والكفاءة في جميع أنحاء برنامج Rafale، حيث نفذت العمليات التي تم تطويرها مؤخرًا مثل النموذج الرقمي وإدارة بيانات المنتج. يتكون من 15 جيجا بايت من قواعد البيانات لكل مكون من مكونات رافال، ويساعد في مختلف جوانب التصميم والتصنيع والدعم طوال العمر الافتراضي.

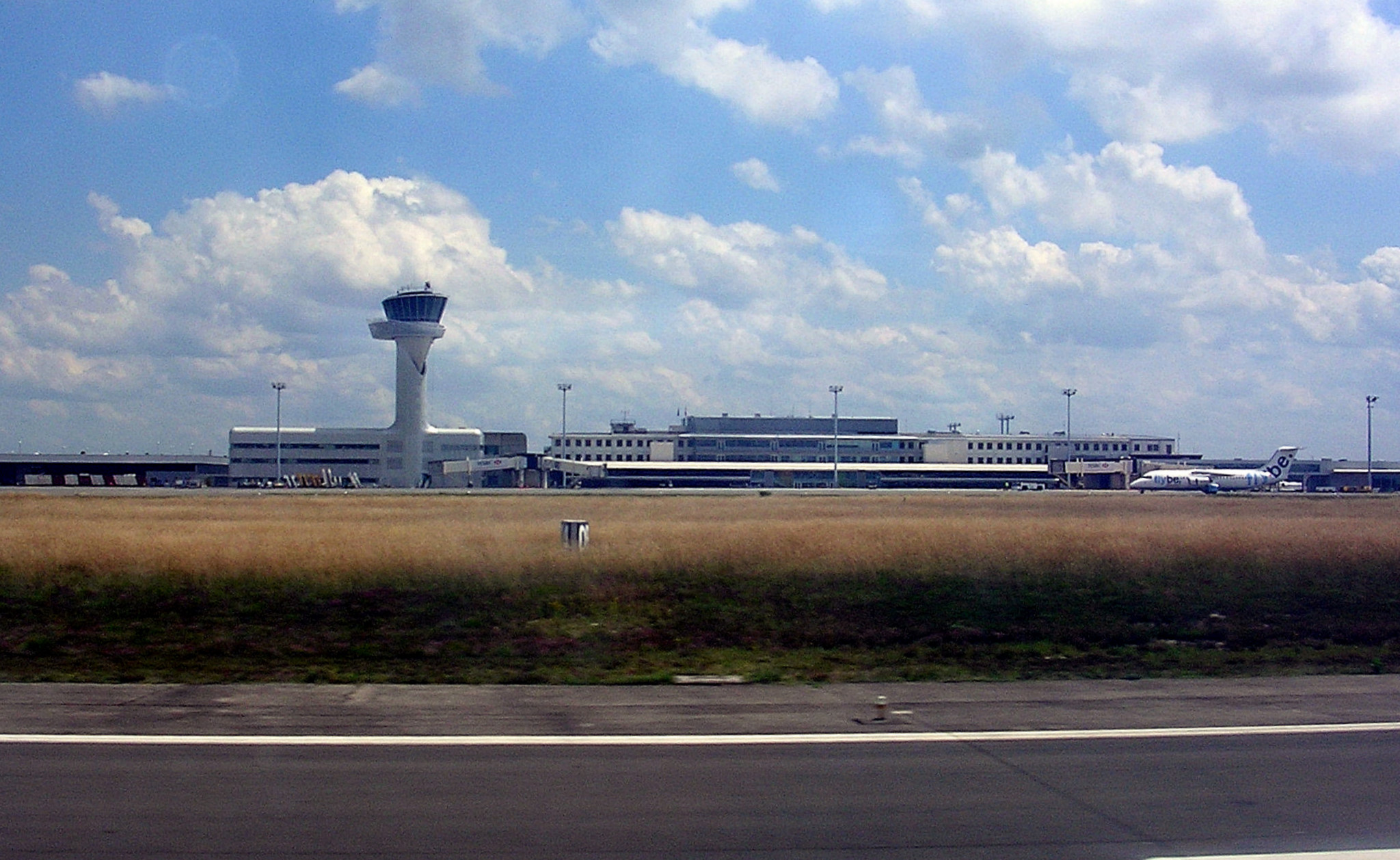
يقع موقع التجميع النهائي في رافال بجوار مطار بوردو - ميريناك

وفقًا لمجلة L'Usine nouvelle الفرنسية، بصرف النظر عن العديد من المكونات غير الحساسة التي يتم الحصول عليها من الولايات المتحدة، يتم تصنيع رافال بالكامل تقريبًا في فرنسا. يتم إنتاج عناصر مختلفة في العديد من المصانع في جميع أنحاء البلاد، ويتم التجميع النهائي بالقرب من مطار بوردو ميرينياك. على سبيل المثال، يتم تصنيع أسطح التحكم في الطيران في سافوا العليا والأجنحة وإلكترونيات الطيران في جيروند وجسم الطائرة المركزي في فال دواز والمحركات في إيسون. ما يقرب من 50 في المائة من رافال تنتجها داسو والنصف الآخر مقسم بين شريكين رئيسيين، تاليس وسافران، اللذان يعتمدان على شبكة من 500 مقاول من الباطن. إجمالاً، يوظف البرنامج 7000 عامل. اعتبارًا من عام 2012، استغرقت عملية تصنيع كل مقاتلة 24 شهرًا، بمعدل إنتاج سنوي يبلغ 11 طائرة.
كانت عمليات تسليم النسخة البحرية من رافال أولوية قصوى لتحل محل سلاح البحرية القديم من طراز F-8 Crusaders، ولذا قام أول نموذج إنتاج للبحرية الفرنسية برحلته الأولى في 7 يوليو 1999. كان أول انتشار بحري لها في عام 2002 على ظهر شارل ديغول. بحلول مارس 2002، كانت حاملة الطائرات متمركزة في خليج عمان، حيث أجرى فريق رافال عمليات التدريب. في ديسمبر 2004، استلمت القوات الجوية أول ثلاث طائرات من طراز F2 من طراز رافال B في مركز الخبرة الجوية Aériennes Militaires CEAM ، أي مركز التجارب الجوية العسكرية في مونت دي مارسان، حيث تم تكليفهم بإجراء التقييم التشغيلي والطيار. تدريب التحويل.
بلغت التكلفة الإجمالية للبرنامج، اعتبارًا من السنة المالية 2013، حوالي 45.9 مليار يورو، والتي تُرجمت إلى تكلفة برنامج الوحدة بنحو 160.5 مليون يورو. يأخذ هذا الرقم في الاعتبار الأجهزة المحسنة لمعيار F3، والتي تشمل تكاليف التطوير على مدى 40 عامًا، بما في ذلك التضخم. كان سعر وحدة فلايواي اعتبارًا من عام 2010 هو 101.1 مليون يورو لإصدار F3 +.
في عام 2008، ورد أن المسؤولين الفرنسيين كانوا يفكرون في تجهيز رافال لإطلاق أقمار صناعية مصغرة. وفي عام 2011، تضمنت التحسينات قيد النظر وصلة برمجية راديو وساتل، وجراب جديد لاستهداف الليزر، وقنابل أصغر، وتحسينات لقدرة الطائرة على دمج البيانات. في يوليو 2012، بدأت عمليات التحديث على مستوى الأسطول للاتصالات وقدرات التشغيل البيني في رافال .
في يناير 2014، أعلن وزير الدفاع جان إيف لو دريان تخصيص مليار يورو لتطوير معيار F3R. سيشهد المعيار تكامل صاروخ Meteor BVR ، من بين أسلحة أخرى وتحديثات البرامج. كان من المقرر التحقق من صحة المعيار بحلول عام 2018. تم التخطيط لطائرة رافال لتكون الطائرة المقاتلة الأساسية للقوات الجوية الفرنسية حتى عام 2040 أو بعد ذلك، حتى يتم استبدالها بمقاتلة الجيل الجديد الفرنسية الألمانية.

### استبدال مستقبلي
وفي عام 2018، أعلنت داسو عن خليفة رافال كمقاتل من الجيل الجديد. وستحل هذه الطائرة المقاتلة التي تعمل تحت التطوير شركة داسو للطيران وشركة إيرباص للدفاع والفضاء محل إعصار رافال الفرنسي، وإعصار يوروفايتر الألماني، وعصفور هورنيت الإسباني F/A-18 في الفترة 2035-40.

## الفئات
رافال أ - معيد التكنولوجيا، طار لأول مرة في عام 1986.
رافال دي - استخدمت داسو هذا التعيين (د تعني - discrète) في أوائل التسعينيات للتأكيد على ميزات التصميم شبه الشبحية الجديدة.
رافال بي اف3-ار - نسخة ذات مقعدين لسلاح الجو الفرنسي. «يمكن أن تعمل مع بود استهداف Talios (سيتم تسليم 45 طلبًا من الجيش الفرنسي بين عامي 2019 و 2023).».
رافال سي اف3-أر - نفس نسخة رافال ب اف3-ار لكن نسخة ذات مقعد واحد لسلاح الجو الفرنسي.
رافال ام اف3-ار - تمامًا مثل رافال سي اف3-أر ولكن النسخة المحمولة من قبل شركة النقل للطيران البحري الفرنسي، والتي دخلت الخدمة في عام 2001. بالنسبة لعمليات الناقل، يتميز الطراز ام بهيكل طائرة معزز، وساق تروس ذات أنف أطول لتوفير موقف أنف أوسع، أكبر الخطاف الخلفي بين المحركات وسلم داخلي مدمج. وبالتالي، تزن رافال إم حوالي 500 كجم (1100 رطل) أكثر من رافال سي. إنه النوع الوحيد من المقاتلات غير الأمريكية المسموح له بالعمل من على أسطح الحاملات الأمريكية، باستخدام المقاليع ومعدات القبض الخاصة بهم، كما هو موضح في عام 2008 عندما تم دمج ستة رافال من Flottille 12F في تمرين التشغيل البيني يو إس إس ثيودور روزفلت (CVN - 71).
رافال ان - كانت تسمى في الأصل رافال بي ام، وهي نسخة مخططة ذات صواريخ ذات مقعدين فقط لطائرة Aéronavale. وقد ذُكرت قيود الميزانية والقيود الفنية كأسباب لإلغائها.
رافال آر - البديل المقترح الاستطلاعي.
رافال دي ام - نسخة ذات مقعدين للقوات الجوية المصرية.
رافال إي ام - نسخة ذات مقعد واحد للقوات الجوية المصرية.
رافال دي اتش - نسخة ذات مقعدين لسلاح الجو الهندي.
رافال إي إتش - نسخة ذات مقعد واحد لسلاح الجو الهندي.
رافال بي سي ام اف4 (الخطوة الأولى 4.1، الخطوة الثانية 4.2) - سيتم ترقية رادار (اف4.1)، بالإضافة إلى تحسين القدرات في شاشة العرض المثبتة على الخوذة و1000كجم AASM، وسيتلقى OSF (نظام الإلكترونيات الضوئية بعيد المدى) IRST (البحث بالأشعة تحت الحمراء والمسار) لاكتشاف وتحديد التسلل المحمول جواً الأهداف بعيدة المدى (اف4.1)، ستكون أكثر فاعلية في الحرب التي تتمحور حول الشبكة، والمزيد من تبادل البيانات والاتصال عبر الأقمار الصناعية وستطلق صغيرة (اف4.2). حسب الطلب في عام 2019 ستتم ترقية جميع طائرات رافال بي وسي وام الفرنسية البالغ عددها 180 إلى (اف4.1) في عام 2022 و (اف4.2) في عام 2027، علاوة على 30 طائرة أخرى بمعيار اف4 الكامل (اف4.2) في عام 2023 وسيتم تسليمها بين عامي 2027 و2030.

## المواصفات

### المواصفات العامة
- الطاقم: 1–2.
- الطول: 15.27 متر.[72]
- المسافة بين الجناحين: 10.90 متر.[72]
- الارتفاع : 5.34 متر.[72]
- مساحة الأجنحة: 45.7 متر².[72]
- الوزن فارغة:
  - 9,850 كجم للفئة (C)
  - 10,300 كجم للفئة (B)
  - 10,600 كجم للفئة (M).
- وزن الإقلاع الأقصى:
  - 24,500

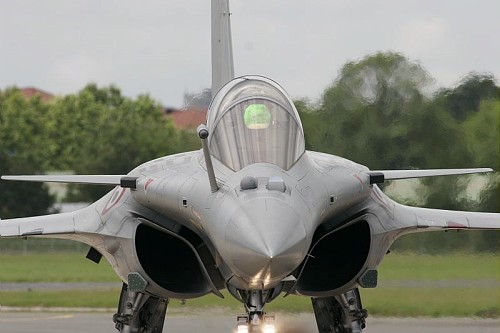
النظام الكهرو- بصري (OSF) يُرى في مقدمة الطائرة أسفل قمرة القيادة وبجانب ذراع التزود بالوقود

- المحرك: محركان من نوع سنيكما ام 88-2 (Snecma M88-2).
  - الدفع الجاف: 50.04 كيلو نيوتن لكل محرك.
  - الدفع بغرفة الاحتراق المساعدة:75.62 كيلو نيوتن لكل محرك.

### الأداء
- السرعة القصوى: 1.8 ماخ.[72] (2,223 كم\ساعة) على الارتفعات العالية 1.1 (1390 كم/ساعة) على الارتفاعات المنخفضة
- المدى: 3,700+ كيلومتر.
- أقصى ارتفاع: 15,835 متر.[72]
- معدل الصعود: 304.8 متر/ثانية.[73]
- الحمل على الأجنحة: 328 كيلوجرام/متر².
- النسبة دفع-وزن: 0.988 (ب100% خزان وقود، 2 صاروخ EM A2A , و 2 صاروخ IR A2A) النسخة B

### التسليح

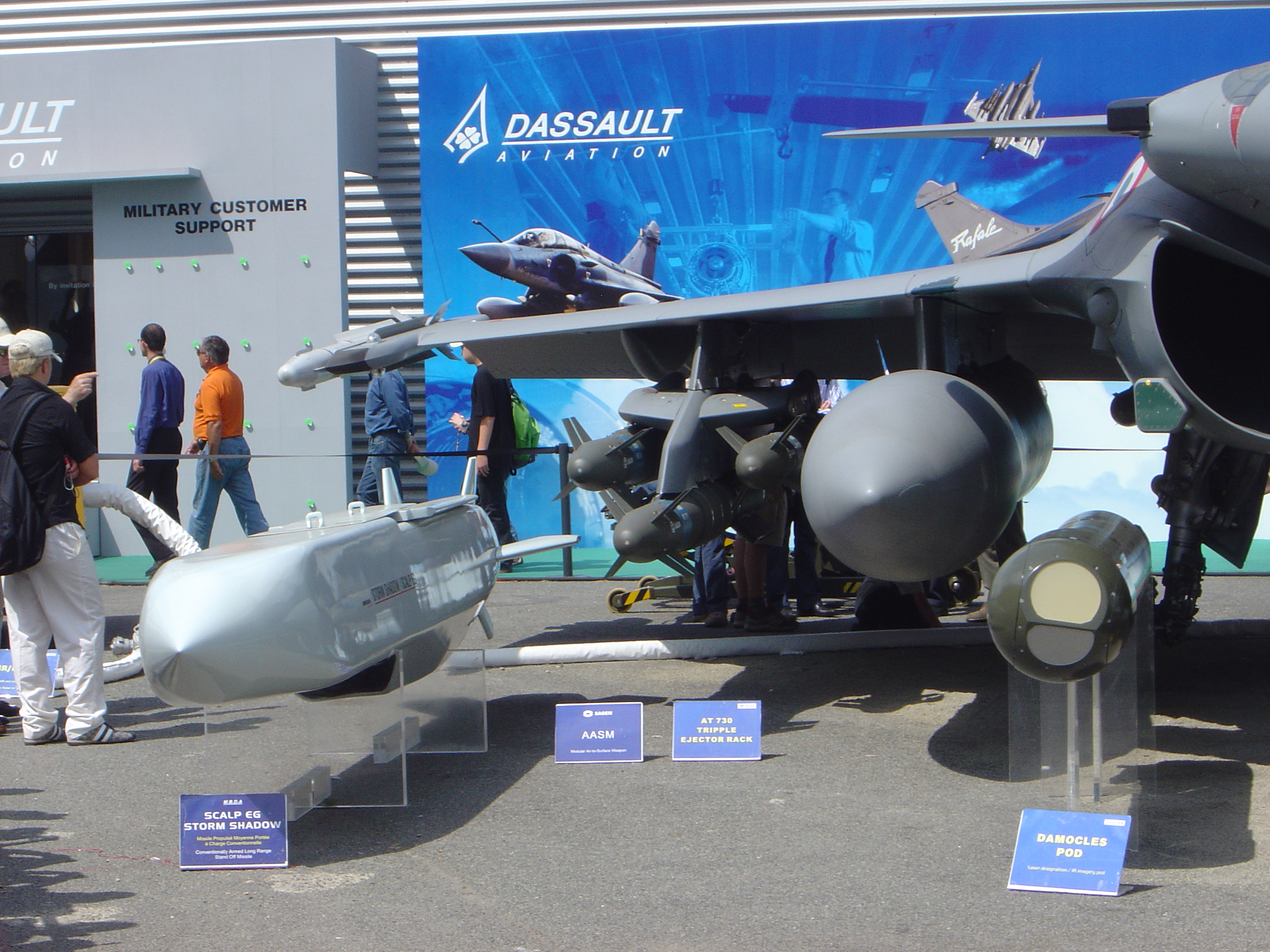
تسليح الرافال

- مدافع: 1× 30 ملم من نوع GIAT 30/M791 مع 125 طلقة
- نقاط التعليق:
  - النموذج الجوي (B,C): عدد 14 نقطة[73]
  - النموذج البحري (M): عدد 13 نقطة
- أقصى وزن للتعليق الخارجي: 9.500 كجم.[73]
- الصواريخ:
  - جو-جو:
    - ميتيور
    - ماجيك-2
    - ميكا
    - إيه آي إم-9 سايدويندر

  - جو-أرض:
    - إكزوست
    - إيه إيه إس إم AASM
    - صاروخ أباتشي
    - ستورم شادو (SCALP EG)
    - جي بي يو-12 (GBU-12 Paveway II)

### إليكترونيات الطائرة
- رادار نوع RBE2 قادر على تعقب 40 طائرة في وقت واحد والاشتباك مع 8 طائرات دفعة واحدة ويمكنه اكتشاف الطائرات التي تحلق تحت الطائرة.
- أنظمة حرب إليكترونية نوع Spectra Thales.
- نظام كهروبصري من النوع SAGEM / OSF، للبحث الحراري وتتبع الأهداف.

## محاولات فاشلة
قامت فرنسا بتسويق رافال للتصدير إلى بلدان مختلفة. وكان معلقون ومصادر صناعية قد سلطوا الضوء علي أن التكلفة العالية للطائرة يجعلها ضارة بتوقعات المبيعات للمقاتلة رافال. فتكلفة امتلاك مقاتلة واحدة تبلغ تقريبا 100 مليون دولار أمريكي (في العام 2010)، في حين أن تكلفة التشغيل تدور حول 16,500 دولار أمريكي (في العام 2012) عن ساعة طيران. فبالمقارنة تكلفة تشغيل المقاتلة ساب جاس-39 غربين، هي 4,700 دولار أمريكي فقط لكل ساعة طيران. وفقا لمقالة نشرها معهد دراسات الدفاع والتحليل في الهند، فان غياب التواصل بين الحكومة الفرنسية وشركة داسو عام 2009 أعاق جهود تعاونية في جميع أنحاء العالم لبيع رافال، كما يدل على ذلك الحال مع المغرب في عام 2007، وذلك عكس الحكومة الأمريكية وعلاقتها مع شركة بوينغ وشركة لوكهيد مارتن على سبيل المثال.

### البرازيل
في يونيو 2008، أصدرت القوات الجوية البرازيلية طلبا للحصول على معلومات عن الطائرات التالية: إف/إيه-18إي/إف سوبر هورنت، وإف-16 فالكون، والرافال، وسوخوي سو-35، وساب جاس-39 غربين ويوروفايتر تايفون. وفي أكتوبر 2008، رشحت القوات الجوية البرازيلية ثلاثة مقاتلات لتكون F-X2، وهم داسو رافال، وغريبن إن جي والبوينغ ف\أيه-18إي\إف. وفي 5 يناير 2010، ذكرت تقارير إعلامية أن تقرير التقييم النهائي للقوات الجوية البرازيلية قد وضعت المقاتلة جريبن قبل المتنافسين الآخرين على أساس تكلفة الوحدة وتكاليف التشغيل. وفي فبراير عام 2011، أعلنت الصحافة أن الرئيس الجديد للبرازيل، ديلما روسيف، قد قرر لصالح الإف-18 الأمريكية. وفي ديسمبر 2013 بعد تأخيرات كبيرة بسبب قيود الميزانية،  اختارت الحكومة البرازيلية المقاتلة جريبن إن جي في صفقة تقدر بخمسة مليار دولار لتجهيز القوات الجوية في البلاد.

### سنغافورة
في عام 2005 شرعت القوات الجوية السنغافورية في برنامجها الخاص بالجيل القادم من المقاتلات (Next Generation Fighter) وذلك لاستبدال أسطولها المتقادم من المقاتلات إيه-4إس يو سوبر سكاي هوك. تم النظر في عدد من الخيارات وأجرت وكالة العلوم وتكنولوجيا الدفاع (DSTA) تقييما فنيا مفصلا، فضلا عن اختبارات محاكاة وغيرها من التجارب لتحديد اختيارها النهائي. وفي أعقاب ذلك، تم تخفيض القائمة الأصلية من المقاتلات المنافسة إلى مقاتلتين نهائيتين هما - داسو رافال وإف-15إس جي سترايك إيغل. في ديسمبر 2005، طلبت سنغافورة شراء 12 طائرة إف-15إس جي. ووفقا لجريدة صناعة الدفاع اليومية، هناك سبب واحد رئيسي لذلك الاختيار، فبالرغم من أن الديناميكا الهوائية لرافال كانت فائقة، إلا أنها تفتقر إلى المدي والرادار ذو القدرة، كما كانت لا تمتلك التوحيد الكافي للأسلحة وأجهزة الاستشعار.

### سويسرا
في فبراير 2007، أفيد أن سويسرا تنظر بعين الاعتبار لرافال ومقاتلتين أخرتين ليحلا محل مقاتلاتها نورثروب إف-5 تايغر. بدأ التقييم الذي استمر لشهر واحد في أكتوبر 2008 في قاعدة إمين للقوات الجوية والذي كان يتكون من حوالي 30 طلعة للتقييم. كانت رافال يتم تقييمها جنبا إلى جنب مع ساب جاس-39 غربين ويوروفايتر تايفون. وبالرغم من أن تقريرا مسربا لتقييم القوات الجوية السويسرية كشف أن رافال فازت في المسابقة لأسباب فنية،  في 30 نوفمبر 2011، أعلن المجلس الاتحادي السويسري أنه كان يخطط لشراء 22 مقاتلة جريبن إن جي نظرا لانخفاض تكاليف اقتنائها وصيانتها. نظرا للاستفتاء عام 2014، لم يتم أبدا هذا الشراء.

### ليبيا
في يناير 2007، ذكرت الجريدة الفرنسية دو ديمانش أن ليبيا تسعى لاقتناء من 13 إلي 18 مقاتلة رافال «في صفقة تصل قيمتها إلى 3.24 مليار دولار». وفي ديسمبر 2007، أعلن سيف الإسلام القذافي عن رغبة ليبيا في شراء الرافال،  ولكن لم يقدم أي طلب للشراء. تم إرسال مقاتلات رافال فرنسية في وقت لاحق إلى ليبيا كجزء من التدخل العسكري الدولي خلال ثورة 17 فبراير عام 2011.

## طلبات الشراء

### مصر
قامت مصر بشراء 24 طائرة في 2015 وتعد هذه أول صفقة شراء بين مصر وفرنسا منذ تصنيع هذه الطائرة. وتعد أيضا أول صفقه تقوم بها فرنسا لتوريد هذه الطائرة إلى دولة أجنبية منذ دخولها الخدمة عام 2000. وذلك نظرا لارتفاع ثمنها مقارنه بمثيلاتها من المقاتلات الحربية، ووافقت على بيعها لمصر. في وقت سابق في نوفمبر عام 2014 أفادت عدة مصادر، بما في ذلك الفرنسية «لا تريبون»، أن مصر كانت في مفاوضات مع فرنسا لشراء من 24 إلى 36 مقاتلة رافال، تخضع لاتفاقية التمويل. وفي فبراير عام 2015، تم الكشف عن أن فرنسا ومصر قد وضعتا اللمسات الأخيرة في صفقة لشراء 24 من مقاتلات الرافال الفرنسية بمبلغ 6 مليارات يورو (ما يعادل 7 مليارات دولار). وتتفاوض الدولتان لضمان القروض، حيث أن فرنسا تقوم بتقديم مساعدات للدول الأجنبية في محاولة منها للتوصل إلى اتفاق لتصدير تلك المقاتلات. كانت مصر تأمل في توقيع الاتفاق بسرعة من أجل الحصول على الطائرات لتكون جاهزة للافتتاح توسعة قناة السويس في أغسطس عام 2015. وكان الرئيس الفرنسي فرانسوا هولاند قد صرح أن مصر ستشتري 24 طائرة. وفي 12 فبراير 2015، أعلنت داسو أن مصر طلبت شراء 24 مقاتلة رافال كجزء من صفقة أكبر قيمتها 5 مليارات يورو.
وقع عقد لتوريد 30 طائرة إضافية مع الجانب المصري، وأعلن عنه في 4 مايو 2021.

### قطر
في أبريل 2015 توصلت قطر إلى اتفاق لشراء 24 طائرة فرنسية مقاتلة من طراز رافال في صفقة تبلغ قيمتها أكثر من سبعة مليارات دولار ويشمل العقد أيضا صواريخ من طراز MBDA Apache فضلًا عن تدريب 36 طيارا قطريا، و100 فني على يد الجيش الفرنسي كما ان لديها خيار شراء 12 طائرة إضافية وسيتم تسليم الطائرات ابتداءً من 2018.
وكانت القوات الجوية الأميرية القطرية، منذ يناير 2011، تقوم بتقييم الرافال جنبا إلى جنب مع بوينغ إف/إيه-18إي/إف سوبر هورنت، وبوينغ إف-15إي، واليوروفايتر تايفون، ولوكهيد مارتن إف-35 لايتنيغ الثانية لتحل محل مخزون مقاتلاتها الميراج 5-2000 في ذلك الوقت.
وبحلول يونيو عام 2014، ادعت داسو أنها قريبه من توقيع عقد مع قطر بشراء 72 مقاتلة رافال. من المرجح أن التسليم سوف يتم على دفعتين مكونتين من 36 طائرة. قبل صفقة مصر في 2015 كان هناك اعتقاد أن قطر قد تكون أول من يوقع عقد التصدير الرسمي للرافال، بالنظر إلى التأخر بسبب محاولات الهند أن تصل الي إتفاق في مفاوضاتها لشراء الرافال.

### الإمارات العربية المتحدة
أكدت فرنسا ودولة الإمارات العربية المتحدة، يوم الجمعة 3 ديسمبر 2021، أنهما وقعتا صفقة لتوريد 80 مقاتلة من طراز «رافال» من إنتاج شركة «داسو» الفرنسية للطيران خلال زيارة للرئيس ماكرون للأمارات وأعلن مسؤول فرنسي أن 80 مقاتلة رافال التي طلبتها الإمارات الجمعة ستدعم بشكل مباشر 7000 وظيفة في فرنسا، وتضمن استقرار توريد الطائرة الحربية التي تنتجها شركة داسو حتى نهاية 2031 وذكرت وكالة أنباء «رويترز» أن المسؤول الذي لم تكشف عن اسمه، أشار في تصريح للصحفيين إلى أن الصفقة الإماراتية، وهي أكبر طلبية على الإطلاق من طائرات الرافال، ستؤدي إلى زيادة الإنتاج الشهري منها.

## مشترون محتملون

### الكويت
أعلن الرئيس الفرنسي نيكولا ساركوزي في فبراير عام 2009 بأن الكويت تدرس شراء ما يصل إلى 28 طائرة رافال. وفي أكتوبر من نفس العام أعرب وزير الدفاع الكويتي خلال زيارته لباريس عن اهتمام بلاده بشراء طائرات الرافال وقال أنه في انتظار العروض من شركة داسو. هدد أعضاء في مجلس الأمة الكويتي بمنع هذا الشراء، متهمين وزير الدفاع بعدم الشفافية وأنه يقوم بالتلاعب في الصفقة من أجل مصالح تجارية. وفي يناير 2012 قال وزير الدفاع الفرنسي بأن كلا من الكويت وقطر تنتظران إذا ما كانت الإمارات العربية المتحدة ستقوم أولا بشراء الرافال وأن الكويت سوف تنظر شراء 18-22 مقاتلة رافال. ومع ذلك، فإن يوروفايتر أعلنت في 11 سبتمبر 2015، أن اتفاقا قد تم التوصل مع الكويت لتوريد 28 يوروفايتر تايفون.

### الإمارات العربية المتحدة
في عام 2009 كان سلاح جو الإمارات العربية المتحدة مهتما بنسخة مطورة من طراز رافال له محركات ورادار أكثر قوة، ومجهز بصواريخ جو-جو متطورة. وفي أكتوبر 2011، كانت داسو تثق من أنه سيتم توقيع صفقة شراء ل60 طائرة رافال تبلغ 10 مليارات دولار أمريكي. ومع ذلك في نوفمبر 2011، سمي نائب القائد الأعلى لجيش دفاع الاتحاد، محمد بن زايد آل نهيان، العرض الفرنسي أنه «غير قادر على المنافسة وغير قابل للتطبيق»؛  كانت فرنسا في 2010 قد طلبت من دولة الإمارات العربية المتحدة أن تدفع 2.6 مليار دولار أمريكي وهو جزء من التكلفة الإجمالية لترقية الرافال. ونتيجة لذلك، بدأت دولة الإمارات العربية المتحدة في فحص امكانية شراء اليوروفايتر تايفون  أو إف/إيه-18إي/إف سوبر هورنت.
ذكرت صحيفة لا تريبون الفرنسية في فبراير 2012، أن دولة الإمارات العربية المتحدة ما زالت مهتمة بصفقة ال 60 مقاتلة رافال التي تبلغ 10 مليارات دولار أمريكي. وقد أدت القابلية في تبادل المعدّات أو المكوّنات بين القوات الجوية الخليجية إلى تجدد الاهتمام في الرافال من جانب قطر والكويت. وفي يناير 2013، أعلن الرئيس الفرنسي فرانسوا هولاند انه سيقوم بمناقشة احتمالية بيع الرافال إلى الإمارات العربية المتحدة خلال زيارة رسمية. وفي ديسمبر 2013، أُعلن أن دولة الإمارات العربية المتحدة قد قررت عدم المضي قدما في صفقة لتوريد خدمات دفاع وأمن، تشمل شراء طائرات تايفون. وفي سبتمبر 2014 تم الإعلان عن أن دولة الإمارات العربية المتحدة قد تقوم باقتناء 40 مقاتلة رافال بالإضافة إلى ترقيات لطائراتها الميراج 2000 الحالية.

## المشغلون
فرنسا - وقد طلبت ما مجموعه 234 طائرة من أصل 286 مقرره. وتم تأكيد تسليم ما يقرب من 152 طائرة بحلول عام 2018. وحتى عام 2017، كان قد تم تسليم 149 أخرى. وفي عام 2018، سيجري تسليم ثلاثة رافال، ثم في عام 2024، تم تسليم 166 وحدة للقوات المسلحة الفرنسية، مع بيع 12 وحدة إلى اليونان و12 وحدة أخرى إلى كرواتيا، وتشغل فرنسا حاليًا حوالي 143 طائرة رافال. بمجرد اكتمال عمليات التسليم، من المتوقع أن تنشر فرنسا حوالي 225 وحدة. 185 للقوات الجوية والفضائية و40 للبحرية. ومن المتوقع تسليم جميع الوحدات بحلول عام 2035. في فبراير 2025، أعلن وزير الدفاع الفرنسي عن خطة لشراء 30 طائرة رافال إضافية، مما سيرفع إجمالي طلبات رافال من فرنسا إلى 264 وحدة.

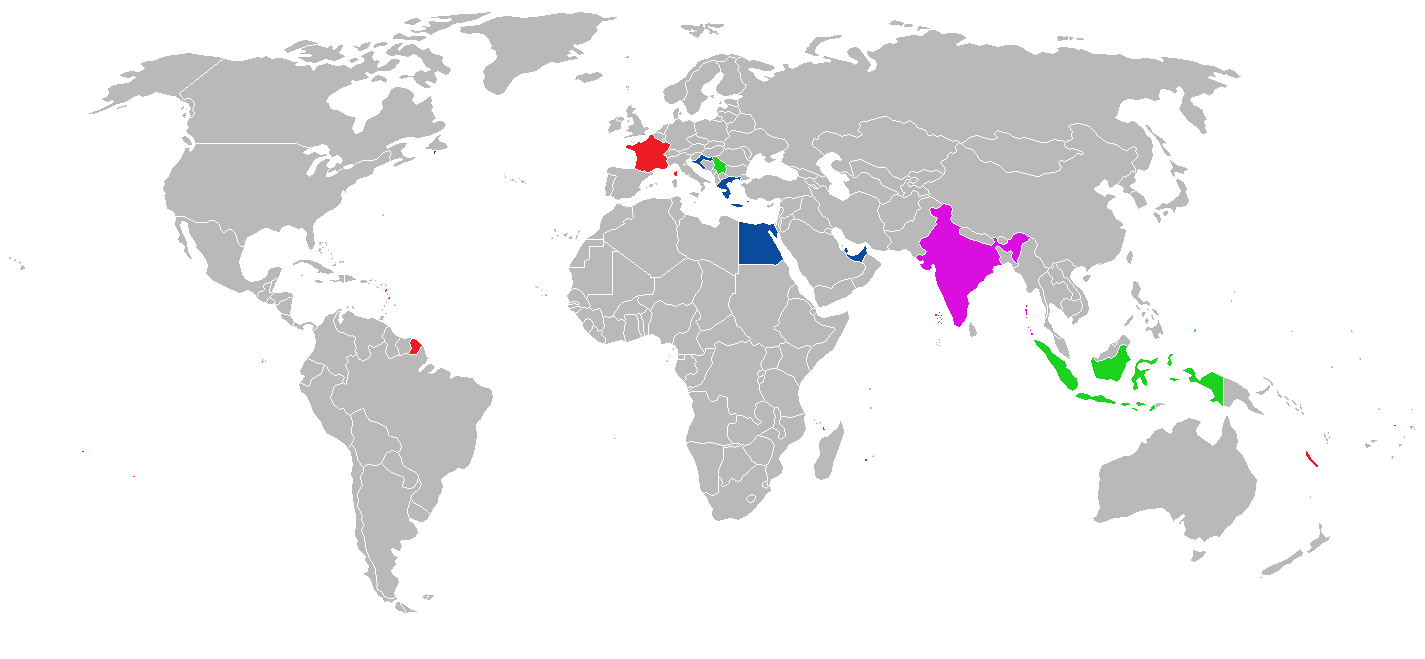
مشغلو طائرات داسو رافال في عام 2025
مشغلو طائرات رافال البحرية والبرية
مشغلو طائرات رافال البرية
مشغلو طائرات رافال البرية ومشغلو طائرات رافال البحرية في المستقبل
مشغلين طائرات رافال ابلمستقبل

- القوات الجوية الفرنسية - 102؛[123] الوحدات الطائرة تشمل:
  - سان ديزير - قاعدة روبنسون الجوية
    - Escadron de chasse 2/4 "La Fayette" (2018-حتى الآن)،[130] قاذفة نووية.
    - Escadron de chasse 1/7 "Provence" (2006-2016)،[131] مقاتلة متعددة المهام.
    - Escadron de chasse 1/4 "Gascogne" (2009 - حتى الآن)،[131] قاذفة نووية.
    - Escadron de Transformation Rafale 3/4 "Aquitaine" (تشرين الأول/أكتوبر 2010 - حتى الآن، وحدة تحويل عمليات رافال (OCU) التي تشاركها القوات الجوية الفرنسية والطيران البحري الفرنسي).[131]

  - قاعدة مونت دو مارسان الجوية
    - Escadron de chasse 2/30 نورماندي - نيمين (2012-حتى الآن)،[131] مقاتلة متعددة المهام.
    - Escadron de chasse 3/30 لورين (2016-حتى الآن)،[131] مقاتلة متعددة المهام.
    - Esacadron de Chasy et dExperience 1/30 "Côte d'Argent" (2004-حتى الآن) تكتيكات التطوير والتقييم.

  - قاعدة الظفرة الجوية، الإمارات العربية المتحدة
    - Escadron de chasse 3/30 لورين (2010-2016)، مقاتلة متعددة المهام.
    - Escadron de chasse 1/7 "Provence" (2016-حتى الآن)، مقاتلة متعددة المهام.
- البحرية الفرنسية - 44.[124]
  - الدرجة الجوية البحرية
    - Flottille 11F (2011-حتى الآن)،[131] مقاتلة متعددة المهام.
    - Flottille 12F (2001-حتى الآن)،[132] مقاتلة متعددة المهام.
    - Flottille 17F (2016-حتى الآن)،[133] مقاتلة متعددة المهام.

 مصر
- سلاح الجو المصري - 24 رافال في الخدمة 24 اعتبارًا من كانون الأول/ديسمبر 2018.[134][135]

 الهند
- القوات الجوية الهندية - مجموع 36 طائرة (28 مقعد واحد و8 مقاعد مزدوجة). تسليم كل شيء بحلول نهاية عام 2021. 10 (5 في تموز/يوليه 2020 و5 بعثات تدريبية في فرنسا).[136]
  - أمبالا AFS.[137]
    - السرب رقم 17 (السهام الذهبية).[138]

  - حسيمارا أفس (مخطط له).[137]

 قطر
- سلاح الجو القطري قد أمر 24 مقاتلا في 2015، مضيفا 12 آخرين في 2018. ولها أيضا خيار شراء 36 آخرين.[139] وحتى شباط/فبراير 2020، تم تسليم 23 طائرة.[140]